# 이름

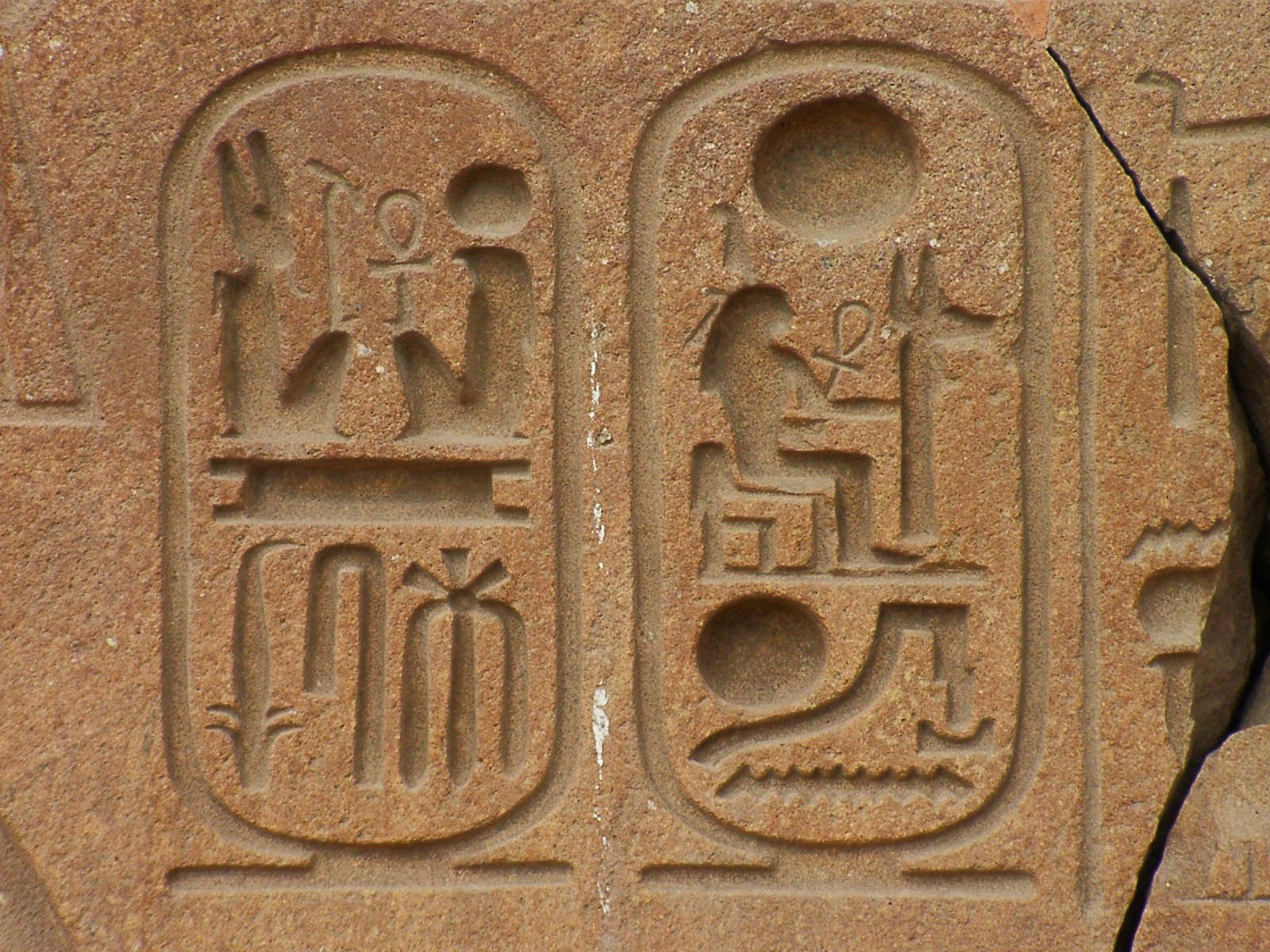
카르투슈로 둘러싸인 이집트 상형문자는 왕족 이름을 뜻한다.

이름(영어: name) 또는 명칭(名稱)은 물건, 사람, 장소, 생각, 개념 등을 다른 것과 구별하기 위해 부르는 말이다. 이름은 물건/개념의 집합을 통틀어 나타내거나, 특정한 문맥 안에서 유일하거나 완전히 유일한 하나의 물건/개념을 나타낼 수 있다. 1447년에 쓰여진 《용비어천가》에 ‘일훔’의 형태로 처음 등장한다.
사람이 아닌 생물체에는 보통 포괄적인 이름(예를 들어 개와 같은 종명)을 사용하지만, 애완동물과 같은 경우 아닐 수도 있다. 각각의 개체를 부르기 위해 서로 다른 휘파람을 사용하는 펭귄 같이 인간이 아닌 생물체 사이에 이름이 존재하는 경우도 있다. 생물체가 아닌 단체에도 이름을 사용한다. 예를 들어 회사에 붙이는 이름은 사명(社名), 학교에 붙이는 이름은 교명(校名)이라고 부른다.
기술적으로 사용되는 이름, 특히 정해진 기준에 따라 언제나 고유한 이름을 식별자라 한다.

## 사람의 이름
한국 등의 국가에서는 사람의 이름은 성과 이름으로 구분된다. 성과 이름을 함께 부를 수도 있으며, 일본처럼 성의 종류가 다양한 국가에서는 성으로 사람을 부르기도 한다. 이름으로 사람을 부를 때에는 성을 제외하고 “~아(~야)”를 뒤에 붙여 사용하는 것이 보통이다. 이를테면 “홍길동”이라는 사람이 있으면 친한 사람끼리는 “길동아”라고 부를 수 있다. “홍길동!”과 같이 성과 이름을 같이 말하여 사람을 부를 수도 있지만 이 때는 “아(야)”를 뒤에 붙이지 않는다. 또한 죽은 사람의 이름을 높이어 휘자(諱字)라 하며(죽은 사람의 이름을 부를 때에는 이름 앞에 ‘고(故)’를 붙여 말한다. 예)고 홍길동, 이름을 글자로 쓸 때에는 붉은 색으로 쓰기도 한다.), 산 사람의 이름을 높이어 함자(銜字), 통칭 성함 (姓銜)이라고 한다. 한국에선 성씨를 포함하여 총 7자까지 지을 수 있다.
반면 영미권 사람의 이름은 John Fitzgerald Kennedy처럼 대개 세 부분으로 이루어져 있다. 첫 번째 이름(First name)은 세례명(Christian name), 주어진 이름(Given name)이라고도 한다. 가운데 이름(Middle name)은 이니셜(Initial)로만 표기할 때도 있다. 마지막 이름(Last name)은 가족 이름(Family name), 성(Surname)이라고 부른다. 이러한 이름 체계는 오스트레일리아나 남아메리카 등 유럽의 식민지였던 지역에까지 전파되었고, 표기할 때에는 보통 First name과 Middle name을 줄여 J.F. Kennedy와 같이 나타내기도 한다.

## 같이 보기
- 인명
- 인명학
- 무료작명사이트